# Koro-Mpoko
Koro-Mpoko est une commune rurale de la préfecture de l’Ouham, en République centrafricaine. Elle s’étend au sud de la ville de Bossangoa.

## Géographie
La commune de Koro-Mpoko est située au sud-est de la préfecture de l’Ouham. 
| Dan-Gbabiri | Bossangoa  | Soumbé     |
| Binon       | Koro-Mpoko | Bouca-Bobo |
| Guézéli     | Bossembélé | Bogangolo  |

## Villages
La plupart des villages sont localisés sur l'axe Bossangoa – Ndjo – Bossembélé, route nationale 1.
Les villages principaux sont : Faraza, Tchoungouchou, Gbakaba, Bdow-Kotta, Togbo, Mogo-Kota, Oda-Kota et Oda-Kété. 
La commune compte 39 villages en zone rurale recensés en 2003 : Angara Kette, Arabe, Banda, Bangba, Bekamoune, Bobadere, Bobalia, Boguere, Bokogoua, Bozanou-Kete, Carriere, Djambi, Doumbi, Farza, Gbakaba, Gba-Kota, Gbandoro Kete, Gbandoro Kota, Gbanou, Gbayeo, Gbele Kete, Gbele-Kota, Gongue Kota, Kana, Kodjo, Lenga Kete, Lenga Kota, Menima, Mogo Kota, Mogo-Kete, Ndow Kete, N'Dow-Kota, Oda-Kete, Oga, Ouda Kota, Oulou, Tchongoutcho, Togbo, Touara.

## Éducation
La commune compte 8 écoles publiques : Oda-Kete, Oda-Kota, Angara-Kete, Lenga-Kota, Ndow-Kota, Bourouma, Kana et Lenga-Kete.